# Antônio Diógenes
Antônio Diógenes (latim: Antonius Diogenes) foi autor de um romance grego, nascido no século II, segundo alguns estudiosos. Sua idade era desconhecida até mesmo para Fócio, o qual preservou um resumo de seu romance. A obra consistia de vinte e quatro livros, escrita na forma de diálogos sobre viagens e levava o título The incredible wonders beyond Thule (Τα υπερ Θoυλην απιστα). Foi enormemente elogiado por Fócio, pela clareza e graça de suas descrições; Fócio declara que Antônio Diógenes foi o primeiro escritor de ficção. Acredita-se que Luciano de Samósata tinha em mente o trabalho de Diógenes, quando escreveu sua famosa paródia Verae Historiae.